# Chrám Nejsvětější Trojice (Petrohrad)

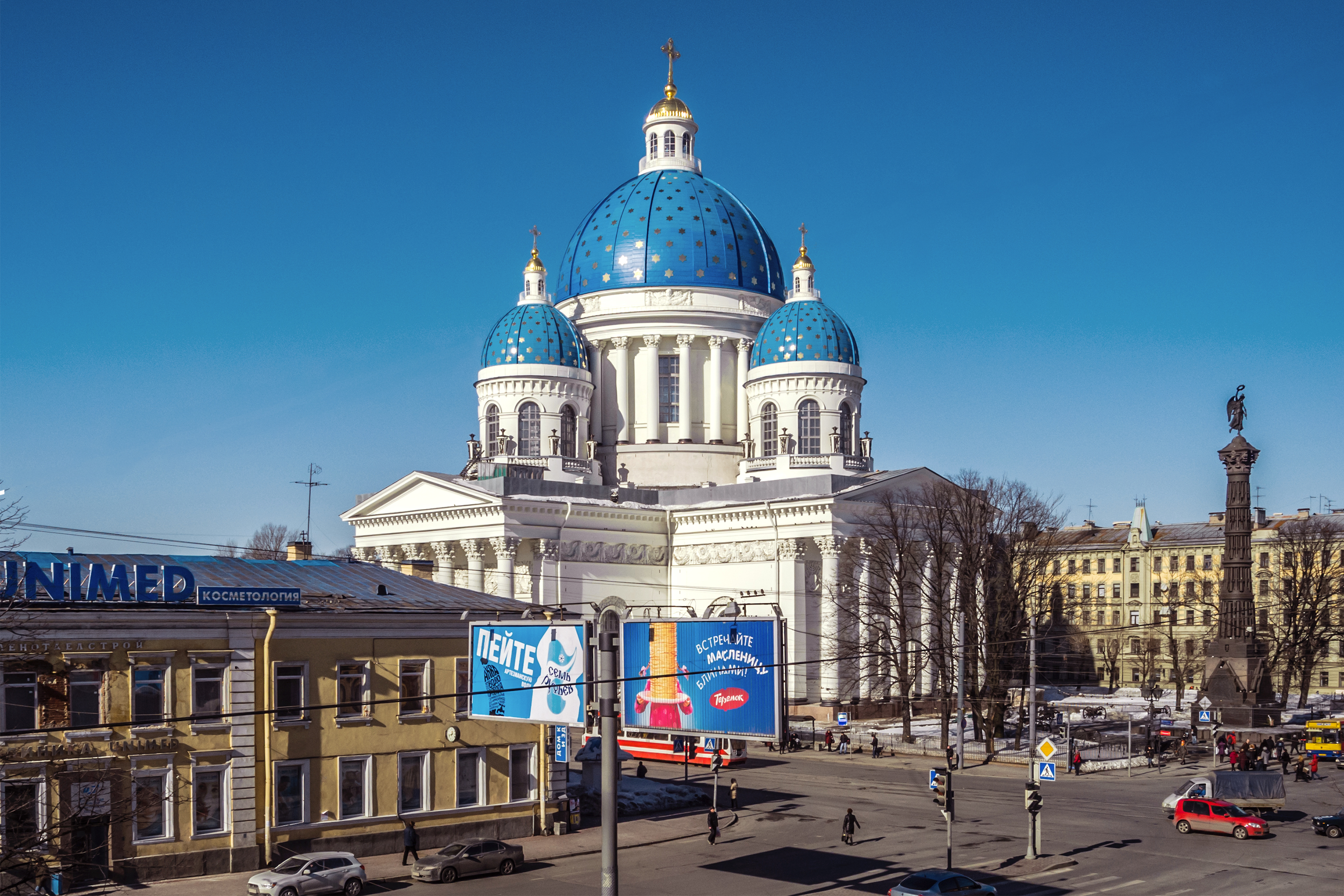
Pohled na chrám s okolní zástavbou.

Chrám Nejsvětější Trojice (rusky Троицкий собор) je pravoslavný chrám v Petrohradu. Nachází se na trojickém náměstí.

## Historie
Chrám byl postaven v letech 1825 až 1835 v empírovém klasicistním stylu podle projektu architekta V. P. Stasova. Uvnitř chrámu se nachází vzácný relikviář s ostatky Alexandra Něvského, který je v Rusku uctíván jako světec. Kromě toho je zde mnoho hodnotných ikon a mozaik. V roce 1938 byl církvi odebrán a využíván pro jiné účely (např. jako obchod).
V roce 1990 byl chrám po letech vrácen Ruské pravoslavné církvi. V roce 2006 ho poškodil silný požár, byla proto nutná rozsáhlá a finančně náročná rekonstrukce.